# Pediobius magniclavatus
Pediobius magniclavatus är en stekelart som beskrevs av Peck 1985. Pediobius magniclavatus ingår i släktet Pediobius och familjen finglanssteklar. Inga underarter finns listade i Catalogue of Life.